# Meda
Meda – miejscowość i gmina we Włoszech, w regionie Lombardia, w prowincji Monza i Brianza.
Według danych na rok 2008 gminę zamieszkiwało 23 001 osoba, 2761 os./km².